# Biała (Wieleń)
Pour les articles homonymes, voir Biała.
Biała (prononciation : [ˈbjawa]) est un village polonais de la gmina de Wieleń dans le powiat de Czarnków-Trzcianka de la voïvodie de Grande-Pologne dans le centre-ouest de la Pologne.
Il se situe à environ 12 km au sud-est de Wieleń (siège de la gmina), à 19 km au sud-ouest de Czarnków (siège du powiat), et à 63 km au nord-ouest de Poznań (capitale de la Grande-Pologne).
Le village possédait une population de 224 habitants en 2011.

## Histoire
De 1975 à 1998, le village faisait partie du territoire de la voïvodie de Piła.

Depuis 1999, Biała est situé dans la voïvodie de Grande-Pologne.